# گانولسان
گانولسان (به لاتین: Ganwolsan) یک کوه در کره جنوبی است که در کره جنوبی واقع شده‌است. گانولسان ۱٬۰۸۳٫۱ متر بالاتر از سطح دریا واقع شده‌است.